# Old Bushmills Distillery
La Vieja Destilería Bushmills (en inglés, Old Bushmills Distillery) es una destilería situada en Bushmills, Antrim, Irlanda del Norte, propiedad de Tequila José Cuervo. Todo el whisky embotellado bajo la marca Bushmills se produce en la Destilería Bushmills, que usa agua recogida de Saint Columb's Rill, un afluente del río Bush. La destilería es una atracción turística popular, con alrededor de 120 000 visitantes al año.
La compañía que originariamente construyó la destilería se fundó en 1784, aunque en la etiqueta de la marca se muestra el año 1608 (refiriéndose a una fecha anterior, cuando se otorgó una licencia real a un terrateniente local para destilar whisky en la zona). Tras varios periodos en los que la destilería se cerró, la empresa ha estado en funcionamiento continuadamente desde su reconstrucción después de un incendio en 1885.

## Historia
La zona tiene una gran tradición destilera. De acuerdo con la tradición popular, en 1276, un colono llamado Sir Robert Savage de Ards, antes de derrotar  a los irlandeses en batalla, reforzó a sus tropas con "un poderoso trago de aqua vitae". In 1608, el rey Jacobo I de Inglaterra y VI de Escocia otorgó una licencia a Sir Thomas Phillipps para destilar whisky.
La Bushmills Old Distillery Company no se constituyó hasta 1784 por Hugh Anderson. Bushmills sufrió muchos años difíciles, con numerosos periodos de cierre. No existen registros de la actividad de la compañía en los años 1802 y 1822. En 1860, dos mercaderes de bebidas alcohólicas de Belfast, Jame McColgan y Patrick Corrigan, compraron la destilería; en 1880, constituyeron una sociedad limitada (limited company). En 1885, las instalaciones originales de Bushmills fueron destruidas en un incendio, pero la destilería fue reconstruida rápidamente. En 1890, un barco de vapor propiedad y operado por la destilería, el SS Bushmills, hizo su primer viaje a través del Océano Atlántico a Estados Unidos, recalando en Filadelfia y Nueva York antes de partir hacia Singapur, Hong Kong, Shanghái y Yokohama.
A principios del Siglo XX, el mercado americano era muy importante para Bushmills (así como para otros productores irlandeses de whisky). La promulgación de la Ley Seca en 1920 fue un duro golpe para la industria del whisky irlandesa, pero Bushmills consiguió sobrevivir. Wilson Boyd, el administrador de Bushmills por aquel entonces, predijo el fin de la Prohibición y mantuvo grandes existencias de whisky, listas para su exportación. Tras la Segunda Guerra Mundial, la destilería fue adquirida por Isaac Wolfson, y, en 1972, fue transmitida a Irish Distillers, con lo que esta última compañía pasó a tener el control de la producción de todo el whisky irlandés. En junio de 1988, Irish Distillers fue adquirida por el grupo licorero francés Pernod Ricard.
En junio de 2005, la destilería fue adquirida por Diageo, por 200 millones de libras. Diageo emprendió una gran campaña publicitaria para recuperar la cuota de mercado de  Bushmills.
En mayo de 2008, el Banco de Irlanda emitió una nueva serie de billetes en Irlanda del Norte que incluían una ilustración de la Vieja Destilería Bushmills en su anverso, reemplazando los antiguos billetes, que incluían a la Queen's University de Belfast.
En noviembre de 2014 se anunció que Diageo transmitiría la marca Bushmills a Jose Cuervo, a cambio del 50% de la marca de tequila Don Julio, que Diageo no tenía en propiedad. El trato se cerró a principios de 2015. Posteriormente, José Cuervo anunció una política ambiciosa de expansión de la compañía.

## Productos actuales
- Bushmills Original – Whisky irlandés a veces referido como White Bush o Bushmills White Label. El grano de whisky se macera en barriles de roble americano.
- Black Bush – Tiene una proporción de malta más elevada que el White Label. La malta se macera en barriles de roble sazonados con jerez oloroso.
- Bushmills 10 year single malt – Macerado en barriles de oloroso y bourbon americano durante al menos 10 años.
- Bushmills 12 year single malt – Una edición especial vendida actualmente en la destilería Bushmills, macerada en su mayor parte en barriles de jerez.
- Bushmills 16 year single malt – Macerado durante 16 años o más en una combinación de barriles de whisky de bourbon, y toneles de jerez oloroso y de oporto.
- Bushmills 21 year single malt – Una serie limitada de botellas de 21 años se hace cada año, y se macera en tres tipos diferentes de barril: primero en barriles de bourbon, después en toneles de jerez oloroso. Tras pasar 19 años en estos barriles, pasa dos años en toneles de Madeira antes de su embotellamiento.
- Bushmills 1608 - Un whisky especial producido con motivo del 400 aniversario de la destilería. Desde febrero de 2008 estuvo disponible en los establecimientos de Bushmills en todo el mundo; sin embargo, a partir de 2009 solo está disponible en la tienda existente en la propia destilería y tiendas duty-free.
- Bushmills Sherry Cask single malt - Una edición especial, la primera en la "Steamship Collection", solo disponible en los aeropuertos de Belfast, Dublín y Heathrow. Macerado en barriles de oloroso.

## Recepción crítica
Varios productos de Bushmills han tenido una buena recepción en las competiciones de bebidas espirituosas internacionales. En particular, su Black Bush Finest Blended Whiskey recibió la medalla de oro en el San Francisco World Spirits Competition de 2007 y 2010. También recibió una calificación por encima de la medida de 93 fdel Beverage Testing Institute en 2008 y 2011.

## En la cultura popular
- En la fiesta del 40 aniversario del personaje de cómics John Constantine, narrada en el número 63 de la serie Hellblazer, los asistentes beben copiosas cantidades de whisky Bushmills.
- La banda NOFX menciona a Bushmills en la canción "Theme From A NOFX Album" en su álbum de 2000 Pump Up The Valuum.
- Tom Waits menciona 'Old Bushmills' en la canción "Tom Traubert's Blues" (también versionada por Rod Stewart)
- En el episodio "Quemadores negros" de la tercera temporada de la serie de TV The Wire, Jimmy McNulty se refiere a Bushmills como "whisky protestante" cuando se le ofrece una copa, después de enterarse de que en el establecimiento no tienen Jameson.
- La bebida favorita del teniente de policía interpretado por Burt Reynolds en la película de 1975 Destino fatal es Bushmills.
- En la película de 1982 Veredicto Final, el personaje interpretado por Paul Newman, Frank Gavin, pide Bushmills con agua en su pub habitual.
- En las temporadas 1 a 7 de la serie Rescue Me, Bushmills es el whisky habitual compartido y preferido por toda la familia Gavin. Se hace referencia a la bebida en al menos 10 episodios.